# Bert Williams (football)
Pour les articles homonymes, voir Williams et Bert Williams.
Bert Williams, né le 31 janvier 1920 à Bradley (en) (Angleterre), et mort à Wolverhampton le 19 janvier 2014 est un footballeur anglais, qui évoluait au poste de gardien de but au Wolverhampton Wanderers et en équipe d'Angleterre.
Williams n'a marqué aucun but lors de ses vingt-quatre sélections avec l'équipe d'Angleterre entre 1949 et 1955.

## Carrière de joueur
- 1937-1945 : Walsall
- 1945-1959 : Wolverhampton Wanderers

## Palmarès

### En équipe nationale
- 24 sélections et 0 but avec l'équipe d'Angleterre entre 1949 et 1955.

### Avec Wolverhampton Wanderers
- Vainqueur du Championnat d'Angleterre de football en 1954, 1958 et 1959.
- Vainqueur de la Coupe d'Angleterre de football en 1949.
- Vainqueur du Charity Shield en 1949, 1954 et 1959.
- Vice-Champion du Championnat d'Angleterre de football en 1950 et 1955.